# Rainer Moosbauer
Rainer Moosbauer (* 20. März 1985 in Linz) ist ein oberösterreichischer Fußballtormann.
Seine Fußballerlaufbahn begann er beim SV Gallneukirchen in der oberösterreichischen Landesliga, anschließend wechselte er zum Linzer Zweitligisten LASK. Dort verbrachte er 3 Spielzeiten, wobei er in der Saison 2004/05 zur Nummer 1 im Tor der Linzer aufstieg. Gegen Ende der Herbstsaison 2004 kam es zu Zerwürfnissen mit dem damaligen Trainer der Linzer, Werner Gregoritsch, der den damals 47 Jahre alten Klaus Lindenberger vorzog. 
Daraufhin wechselte Moosbauer im Winter 2004 zum oberösterreichischen Bundesligisten ASKÖ Pasching und war Bestandteil des Kaders bis Sommer 2006. Auf Grund der soliden Leistungen des Paschinger Stammtormanns Josef Schicklgruber kam Moosbauer in den darauffolgenden eineinhalb Jahren zu keinem Bundesligaeinsatz. Im Sommer 2006 wurde Moosbauer vom Bundesligisten Pasching zum oberösterreichischen Regionalligisten Union Perg verliehen. Seit Sommer 2007 spielt Moosbauer wieder beim neu gegründeten FC Superfund Pasching.
Moosbauer war konstanter Bestandteil seines Jahrgangs im Nationalmannschaftsbereich und brachte es auf 35 Jugendländerspiele.
| Personendaten    | Personendaten                    |
| ---------------- | -------------------------------- |
| NAME             | Moosbauer, Rainer                |
| KURZBESCHREIBUNG | österreichischer Fußballtorhüter |
| GEBURTSDATUM     | 20. März 1985                    |
| GEBURTSORT       | Linz                             |